# 3 Pułk Strzelców Konnych (Królestwo Kongresowe)

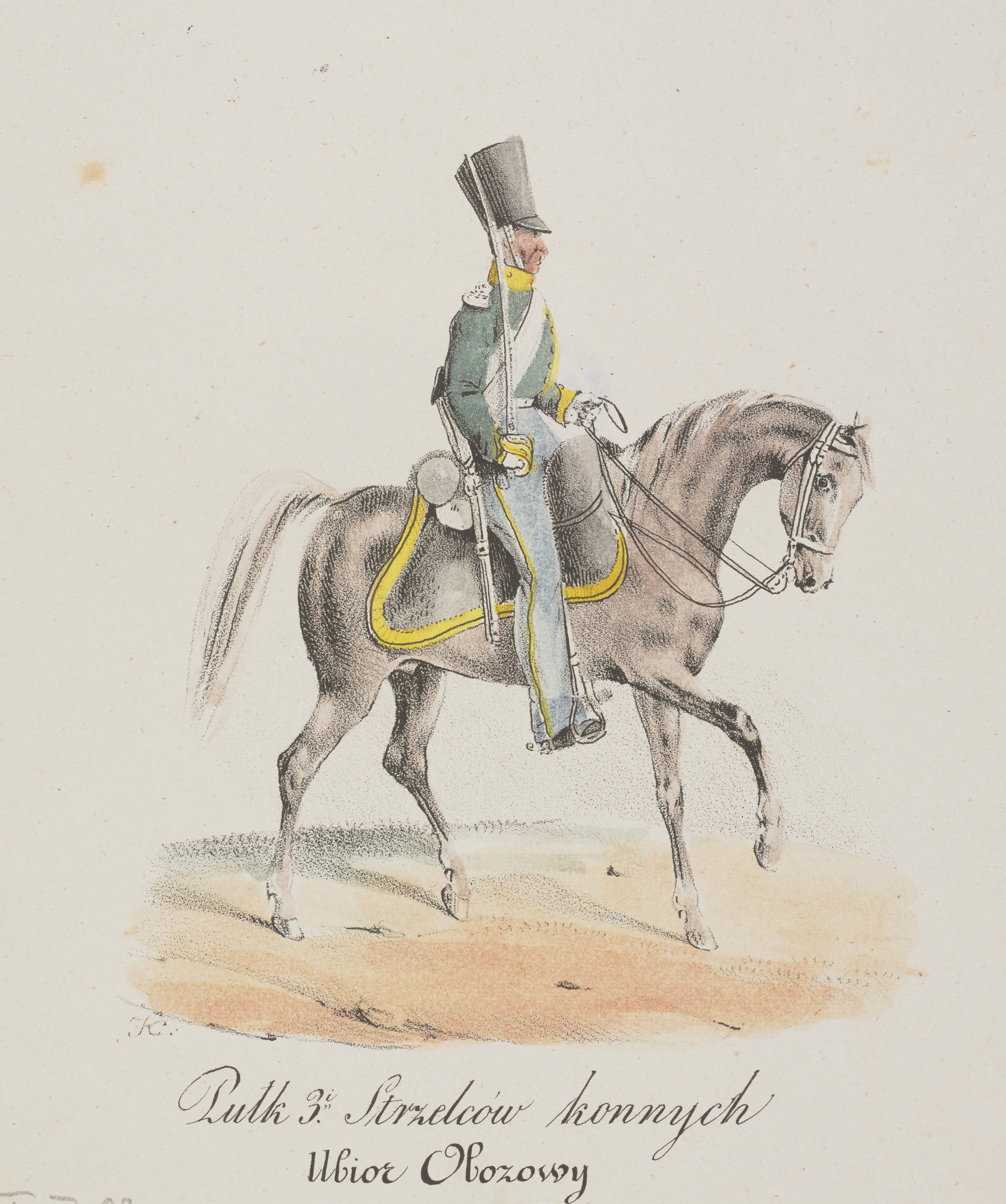
Żołnierz 3 Pułku Strzelców Konnych na litografii Józefa Kondratowicza

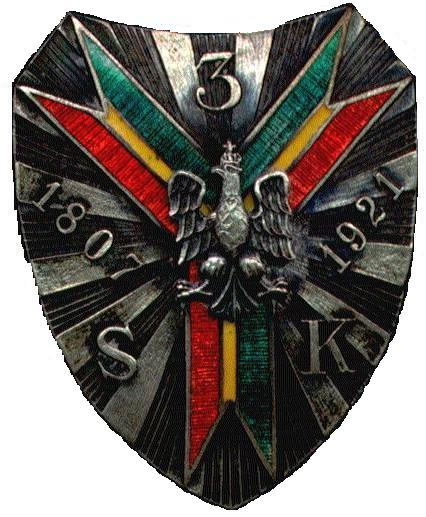
Tradycje pułku w II RP kontynuował 3 Pułk Strzelców Konnych im. Hetmana Stefana Czarnieckiego

3 Pułk Strzelców Konnych (3 psk) – oddział jazdy Wojska Polskiego Królestwa Kongresowego.

## Formowanie i zmiany organizacyjne
Pułk sformowany został w 1815 w Warcie i Sieradzu. Składał się z czterech szwadronów i piątego rezerwowego. Szwadrony pierwszy i drugi stanowiły 1 dywizjon, a trzeci i czwarty wchodziły w skład 2 dywizjonu. Szwadron dzielił się na dwa półszwadrony, każdy półszwadron na dwa plutony, każdy pluton na półplutony czyli sekcje. Pluton dzielił się także na oddziały, czyli trójki, po trzy roty każdy.
Wchodził w skład 1 brygady Dywizji Strzelców Konnych.

## Ubiór
Barwą pułku był kolor żółty.
Kurtka saszerska zielona z kolorowymi wypustkami i łapkami na kołnierzu, białymi guzikami z numerem 3. Naramienniki metalowe białe z podszewką barwy żółtej.
Lejbiki sukienne zielone z wypustkami koloru żółtego na kołnierzu i rękawach oraz na naramiennikach z sukna zielonego.
Spodnie paradne zielone z lampasami szerokimi barwy żółtej i karwaszami skórzanymi do kolan.

## Dyslokacja pułku
Stanowisko: województwo mazowieckie
Miejsce dyslokacji w 1830
- sztab – Sieradz
- 1 szwadron – Szadek
- 2 szwadron – Sieradz
- 3 szwadron – Uniejów
- 4 szwadron – Warta
- rezerwa – Gostynin

## Konie
Pułk posiadał konie kasztanowate.
- 1 szwadron – konie jednostajnej maści
- 2 szwadron – konie mogły mieć gwiazdki na czole
- 3 szwadron – konie mogły mieć gwiazdki, strzałki i pęciny
- 4 szwadron – konie mogły mieć łysiny
- trębacze – konie gniado–srokate

Konie żołnierskie miały ogony obcięte do kolon i przerywane. Konie oficerskie – anglizowane (anglizowanie polegało na przecinaniu tych mięśni, które sprawiają, że ogon koński w naturalny sposób przylega do zadu).

## Żołnierze pułku
Pułkiem dowodzili:
- płk Marcin Tarnowski (20 stycznia 1815),
- płk Kazimierz Dziekoński (8 września 1815),
- płk Maciej Dembiński (od 1829 do 26 lutego 1831),
- płk Aleksander Błędowski (9 marca 1831; dzień później ranny trafił do niewoli),
- ppłk Franciszek Russyan (13 kwietnia 1831; od 5 września pułkownik).

Oficerowie:
- por. Henryk Woroniecki

## Walki w powstaniu listopadowym
Jako pierwszy wszedł do walki nowo zorganizowany 3 dywizjon 3 pułku pod dowództwem ppłk. Franciszka Suchorzewskiego. 14 lutego 1831 wziął on udział w bitwie pod Stoczkiem.
Pozostałe dywizjony walczyły pod Wawrem (19 lutego) i Nieporętem (23 lutego). 25 lutego pod Grochowem pułk stanowił osłonę korpusu gen. J. Mińskiego.
10 marca 1 szwadron wysłany na rozpoznanie w rejon Targówka dostał się pod ogień artylerii rosyjskiej i został rozbity. Ciężko ranny dowódca pułku płk Błędowski  dostał się do niewoli. Rozkaz dzienny Naczelnego Wodza z 14 marca wskazuje winnych tej klęski. Są to: mjr Paweł Jaroszewicz i por. Franciszek Nowicki. Obaj oficerowie zostali karnie przeniesieni do innego oddziału.
Kolejne walki pułku to: 30 marca pod Pragą, 4 kwietnia pod Rożanem, a 11 kwietnia pod Sokołowem. Również pod Sokołowem 20 kwietnia wzięto do niewoli półtora szwadronu rosyjskich strzelców konnych.
Będąc w składzie dywizji gen. Kazimierza Turno, w czerwcu 1831 pułk wziął udział w Wyprawie Łysobyckiej. Walczył pod Rudą (18 czerwca) i Mińskiem Mazowieckim (13 i 14 lipca). We wrześniu pułk bronił Warszawy (6 i 7 września). Liczył w owym czasie zaledwie 350 oficerów i żołnierzy.
Za zasługi w walce w okresie powstania listopadowego przyznano oficerom i żołnierzom 3 pułku strzelców konnych 1 krzyż kawalerski, 17 złotych i 20 srebrnych Krzyży Orderu "Virtuti Militari".